# Anamorph

Die Aufzeichnung eines anamorphen Bildes: 1) aufzunehmendes Objekt; 2) negative Zylinderlinse; 3) positive Zylinderlinse; 4) sphärisches Objektiv; 5) Aufzeichnungsfilm

Das Adjektiv anamorph (Aussprache [anaˈmɔrf], sinngemäß „umgestaltet“ von griechisch: ana „herauf“, „auf“; morphae „Form, Gestalt“) bezeichnet den gegenüber dem Original verzerrten Zustand eines Bildes. Vor allem in der technischen Optik ist auch die Bezeichnung anamorphotisch gebräuchlich, die auch die verzerrende Eigenschaft eines optischen Systems bedeuten kann.
Meist wird ein anamorphes Bild mit einer Zylinderlinse oder einem Zylinderspiegel (Zerrspiegel) erzeugt. Das verzerrte Bild (seltener auch der Vorgang der Ver- oder Entzerrung) wird als Anamorphose bezeichnet. Ein Objektiv (oder Objektivvorsatz), das anamorph abbildet, nennt man Anamorphot oder Anamorphoskop.
|  |  |  |

## Anwendungen

### Effekt oder Perspektivausgleich

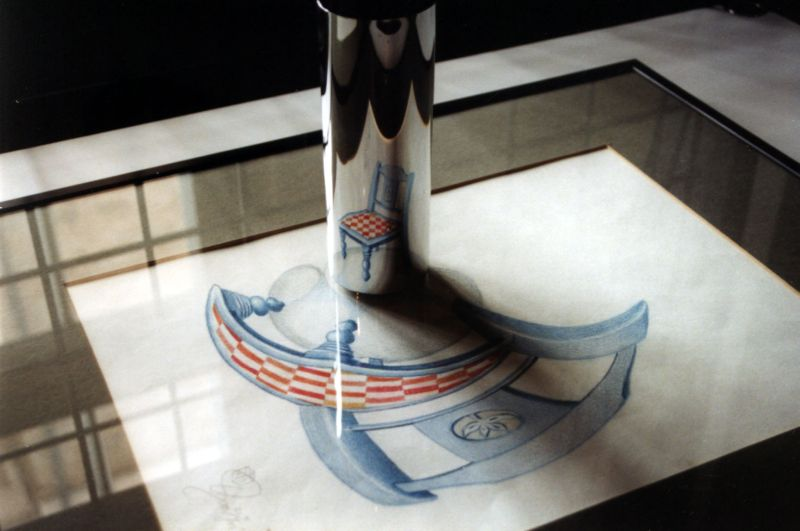
Anamorphose (Stuhl), aufgenommen im Museum 3. Dimension in Dinkelsbühl

In der Renaissance war die anamorphotische Malerei ein beliebtes Stilmittel. Bilder wurden so gemalt, dass sie erst nach der Abbildung durch einen Anamorphoten unverzerrt zu erkennen waren. Eher unbemerkt wurde die Anamorphose auch benutzt, um Gemälde auf Deckengewölben für den Betrachter unverzerrt erscheinen zu lassen. Eine ganz ähnliche Anwendung findet man heute bei Verkehrszeichen, die stark längsverzerrt auf der Straßenoberfläche aufgemalt werden, damit sie trotz sehr flachen Betrachtungswinkels dem Autofahrer proportionsrichtig erscheinen.

### Filmtechnik
Mit dem anamorphotischen Verfahren in der Filmtechnik hat das Prinzip des anamorphen Bildes ab den 1950ern erneut große Anwendung  gefunden, um Breitbildformate auf normalformatigen Trägern unterzubringen, ohne dabei Filmflächen ungenutzt zu lassen.

### Digitale Videotechnik
Etwas irreführend bezeichnet man es auch in der digitalen Bildspeicherung als anamorphe Bildaufzeichnung, wenn nicht-quadratische Pixel verwendet werden. Irreführend deshalb, weil man im digitalen Zustand eigentlich nicht von einer geometrisch-optischen Verzerrung sprechen kann; diese ergibt sich erst, wenn die anamorphen Pixel fälschlich quadratisch dargestellt werden.